# Olethreutinae
De Olethreutinae zijn een onderfamilie van vlinders uit de familie bladrollers (Tortricidae).

## Tribus
- Olethreutini Walsingham, 1895
  - = Bactrini Falkovitsh, 1962
  - = Endotheniini Diakonoff, 1973
- Enarmoniini Diakonoff, 1953
- Eucosmini Meyrick, 1909
- Gatesclarkeanini Diakonoff, 1973
- Grapholitini Guenee, 1845
- Microcorsini Kuznetzov, 1970